# Aldisa trimaculata
Aldisa trimaculata is een slakkensoort uit de familie van de Cadlinidae. De wetenschappelijke naam van de soort werd voor het eerst geldig gepubliceerd in 1985 door Gosliner in Millen & Gosliner.